# FTAG Esslingen E11
Die FTAG Esslingen E11 war ein doppelsitziges Versuchssegelflugzeug der Flugtechnischen Arbeitsgemeinschaft (FTAG) an der Staatlichen Ingenieurschule Esslingen mit stark negativ gepfeilter Tragfläche. Das Flugzeug mit dem Kennzeichen D-9343 flog zum ersten Mal am 14. August 1965 in Kirchheim/Teck.

## Geschichte
1952 begannen nach der Wiedergründung der FTAG nach der Zeit des Nationalsozialismus Arbeiten an einem Segelflugzeugentwurf, an dem ein stark vorgepfeilter Flügel untersucht werden sollte. Dabei konnte auf die Erfahrungen des Gruppenmitgliedes Siegfried Holzbaur als Einflieger der Junkers Ju 287 zurückgegriffen werden. Um dem Flugausbildungsbedarf der Mitglieder gerecht zu werden, sollte das Flugzeug als Schulflugzeug nutzbar sein und in Flugeigenschaften und -leistung dem Doppelraab entsprechen.

## Konstruktion
Der Entwurf der E11 von 1953 sah einen Schulterdecker mit Holztragflächen und einem für Messgeräteeinbau geräumigen stoffbespannten Stahlrohrfachwerkrumpf vor. Die zweisitzige Kabine hatte hintereinanderliegende Sitze und Doppelsteuer. Am um 25° vorgepfeilten Hauptholm waren je Tragfläche nur vier Rippen angebracht. Profilgebende Leisten zwischen diesen und zwei vor und drei hinter dem Hauptholm liegenden Hilfsholmen bildeten ein Fachwerk, auf das die Bespannung aufgebracht war. Der Torsionskasten entstand durch Sperrholz auf Hart-Styropor, das sich ebenfalls über die Hilfsholme auf den Hauptrippen abstützte. Die Seitenflosse als Teil des Rumpffachwerks war mit einer GFK-Schale verkleidet und trug ein hochgesetztes gedämpftes Höhenleitwerk, unterhalb des Seitenruders war ein Bremsschirm untergebracht. Das Flugzeug hatte ein gefedertes Rad und einen Schleifsporn am Heck. An der Tragfläche wurde das Profil Göttingen Gö 682 verwendet, im Bereich der Querruder unverändert, innen bis zur Flügelwurzel auf 18 % verdickt. Im Innenbereich war die Tragfläche um −4° verwunden.

## Nutzung
Das Segelflugzeug nahm am Sommertreffen der Idaflieg in Braunschweig-Waggum teil. Im Geschwindigkeitsbereich von 70 bis 90 km/h war es gut steuerbar, anfängliches Taumeln bei schnellen Flugzeugschleppflügen konnte durch Vergrößern der Seitenrudertiefe um 10 cm vermindert werden. Der Seitengleitflug war möglich, bei Strömungsabriss bestand bei hinteren Schwerpunktlagen die Gefahr des „Super Stalls“, da das Höhenleitwerk im Abwind der Tragfläche lag. Das Flugzeug war stark schwanzlastig. Wegen der Überschreitung der maximalen Startmasse war das Austrimmen vorderer Schwerpunktlagen nicht möglich.

## Technische Daten
| Kenngröße             | Daten    |
| --------------------- | -------- |
| Besatzung             | 1 + 1    |
| Rumpflänge            | 7,33 m   |
| Spannweite            | 12,50 m  |
| Rumpfhöhe             | 1,45 m   |
| Rumpfbreite           | 0,65 m   |
| Flügelfläche          | 20,00 m² |
| Flügelstreckung       | 7,8      |
| Gleitzahl             | 22       |
| Geringstes Sinken     | 1 m/s    |
| Zuladung              | 120 kg   |
| Rüstmasse             | 300 kg   |
| Startmasse            | 420 kg   |
| Flächenbelastung      | 21 kg/m² |
| Höchstgeschwindigkeit |          |